# اچ‌دی ۱۱۱۲۳۲
اچ‌دی ۱۱۱۲۳۲ یک ستاره است که در صورت فلکی مگس جنوبی قرار دارد.